# Asadipus auld
Asadipus auld là một loài nhện trong họ Lamponidae. Loài này được phát hiện ở West-Úc và Nam Úc.